# Román Raña
Román Raña Lama (Vigo, 8 de febrero de 1960) es un escritor y crítico literario gallego  en lengua gallega.

## Biografía
Licenciado en Filología por la Universidad de Santiago de Compostela, alcanzó el doctorado en Filología galaico-portuguesa en la misma universidad. Ha trabajado como profesor y catedrático de Lengua y Literatura gallega en centros de educación secundaria y es colaborador habitual de distintas publicaciones, como Faro de Vigo, A Nosa Terra, revista Grial o Luzes de Galiza. Se dio a conocer en el ámbito literario al ganar un accésit del Premio Modesto R. Figueiredo en 1979; finalmente ganó el premio en 1984 y, desde entonces, ha ganado otros muchos, algunos destacados como el Premio Esquío de poesía en 1987 con Da muda primavera, Blanco Amor en 1989 por O crime da rúa da Moeda Vella, Martín Codax 1997 por Ningún camiño, González Garcés de 2002 por Eloxio da desorde y el Premio de la Crítica de poesía gallega de la Asociación de Escritores y Editores de España en 2005 por As metamorfoses do túnel.

## Obra

### Poesía
- Retrato de sombra en outono, 1980.
- Nas areias doutro mar, 1984.
- Extramuros da noite, 1985.
- Da muda primavera, 1988.
- Ningún camiño, 1997.
- Eloxio da desorde, 2002.
- As metamorfoses do túnel, 2005.
- Zen invernos, 2005.
- O incendio das palabras, 2009.

### Narrativa
- O crime da rúa da Moeda Vella, 1989.

### Ensayo
- A vixília no Gólgota infinito (As liñas temáticas en 'Lanza de soledá'), 1994.
- Manual e escolma do Rexurdimento, 1995.
- A Noite nas palabras: unha aproximación á poesía galega de posguerra, 1996.

### Ediciones
- De catro a catro e outros textos, de Manuel Antonio, 1989, editorial Xerais.
- Mesteres, de Arcadio López-Casanova, 1999, editorial Xerais.
- Os outros feirantes, de Álvaro Cunqueiro, 2001, editorial Galaxia.
- Poesía galega toda, de Xosé Carlos Gómez Alfaro, 2009, PEN Club de Galicia.